# Katarina-Sofia

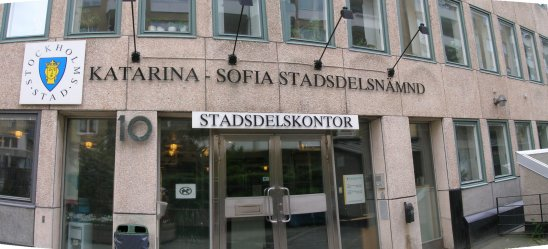
Stadsdeelkantoor

Katarina-Sofia is een stadsdeel in de Zweedse stad Stockholm dat bestaat uit de stadsdelen Södermalm en Södra Hammarbyhamnen. In het hele gebied wonen 43.000 mensen. De beide stadsdelen zijn van elkaar gescheiden door een kanaal, maar er is wel een bootverbinding.
De naam van het stadsdeel komt van de twee kerkelijke gemeenten die hier actief zijn.